# ستيف فيكرز
ستيف فيكرز (بالإنجليزية: Steve Vickers)‏ (13 أكتوبر 1967 في المملكة المتحدة - ) هو لاعب كرة قدم بريطاني في مركزي الدفاع وقلب الدفاع. لعب مع برمنغهام سيتي وكريستال بالاس ونادي ترانمير روفرز لكرة القدم ونادي ميدلزبره وسبنيمور يونايتد ‏.

## وصلات خارجية
- ستيف فيكرز على موقع قاعدة بيانات كرة القدم.إي يو (الإنجليزية)
- ستيف فيكرز على موقع Soccerbase.com (لاعب) (الإنجليزية)
- ستيف فيكرز على موقع عالم كرة القدم.نت (الإنجليزية)